# Датско-египетские отношения
Датско-египетские отношения — международные отношения между Данией и Египтом. Посольство Дании находится в Каире, есть также консульства в Суэце, Порт-Саиде и Каире. У Египта есть посольство в Копенгагене. Обе страны являются членами Средиземноморского союза.
Споры о карикатурах на пророка Мухаммеда в датской газете «Jyllands-Posten» в 2006 году вызвали дипломатический кризис между Данией и Египтом.
После визита Пера Стига Меллера к президенту Хосни Мубараку в 2008 году Мубарак охарактеризовал двусторонние отношения как хорошие и плодотворные и выразил поддержку их дальнейшему расширению, особенно в области экономического сотрудничества.

## Политические отношения
Египетский министр иностранных дел Абул Гейт написал несколько писем премьер-министру Дании и Генеральному секретарю Организации Объединенных Наций, в которым высказывалось, что египтяне не хотят, чтоб премьер-министр привлек к ответственности «Jyllands-Posten»; они хотели лишь «официального датского заявления, в котором подчеркивается необходимость и обязанность уважать все религии и воздерживаться от оскорблений своих приверженцев, чтобы предотвратить эскалацию конфликта, которая может иметь серьезные и далеко идущие последствия». Впоследствии египетское правительство сыграло ведущую роль в урегулировании проблемы на Ближнем Востоке.
Египетская газета «Аль-Фагр» перепечатывает некоторые карикатуры, называя их «продолжающимся оскорблением» и «расистской бомбой». и утверждали, что они богохульствуют по отношению к людям мусульманской веры, предназначены для того, чтобы унизить датское меньшинство, или являются проявлением незнания истории западного империализма.

## Помощь в развитии
С 1989 по 2008 год Дания имела программу инвестиций в Египет. 6 миллиардов долларов было выделено на поддержку египетских проектов, включая ветряную электростанцию в Зафарана недалеко от Айн Сухна.

## Посещения на высоком уровне
В октябре 2008 года Пер Стиг Меллер посетил Хосни Мубарака. Ответный визит состоялся 17 декабря 2009 года. В 2007 году Данию посетила делегация Египетского комитета по образованию.